# Wahlkreis Bautzen 4
Der Wahlkreis Bautzen 4 (obersorbisch Wólbny wokrjes Budyšin 4; Wahlkreis 55) ist ein Landtagswahlkreis in Sachsen. Er wurde 2014 gebildet und umfasst die Große Kreisstadt Hoyerswerda und die Gemeinden Elsterheide, Königswartha, Lohsa, Neschwitz, Puschwitz, Radibor und Spreetal im Landkreis Bautzen. Wahlberechtigt waren bei der letzten Landtagswahl (im Jahr 2024) 48.673 Einwohner.
Der größte Teil des Wahlkreises zählte bis 2014 zum Wahlkreis Hoyerswerda.

## Wahl 2024
Die Landtagswahl 2024 führte zu folgendem Ergebnis:
| Direktkandidat          | Partei              | Erststimmen in % | Zweitstimmen in % |
| ----------------------- | ------------------- | ---------------- | ----------------- |
| Frank Hirche            | CDU                 | 35,5             | 31,8              |
| Doreen Schwietzer       | AfD                 | 43,3             | 37,9              |
| Silvio Lang             | Die Linke           | 4,9              | 2,5               |
| Hagen Domaschke/Domaška | GRÜNE               | 1,5              | 1,6               |
| Kristin Kentsch         | SPD                 | 5,4              | 5,0               |
| Eddie Friedrich         | FDP                 | 1,5              | 0,7               |
| Dirk Nasdala            | Freie Wähler        | 8,0              | 2,3               |
| –                       | Die Partei          | –                | 0,6               |
| –                       | Piraten             | –                | 0,2               |
| –                       | ÖDP                 | –                | 0,0               |
| –                       | BüSo                | –                | 0,1               |
| –                       | Tierschutz hier!    | –                | 1,0               |
| –                       | dieBasis            | –                | 0,1               |
| –                       | Bündnis C           | –                | 0,1               |
| –                       | Bündnis Deutschland | –                | 0,3               |
| –                       | BSW                 | –                | 13,7              |
| –                       | Freie Sachsen       | –                | 1,8               |
| –                       | V-Partei3           | –                | 0,1               |
| –                       | WU                  | –                | 0,2               |

## Wahl 2019
Vorläufiges Ergebnis der Landtagswahl am 1. September 2019 im Wahlkreis 55 – Bautzen 4:
(Ergebnisse in Prozent)
| Direktkandidat    | Partei               | Direktstimmen | Listenstimmen |
| ----------------- | -------------------- | ------------- | ------------- |
| Frank Hirche      | CDU                  | 32,4          | 33,5          |
| Ralph Büchner     | Die Linke            | 12,6          | 10,7          |
| Kevin Stanulla    | SPD                  | 5,6           | 6,6           |
| Doreen Schwietzer | AfD                  | 34,7          | 33,9          |
| Tom Vetter        | GRÜNE                | 3,1           | 3,0           |
| –                 | NPD                  | –             | 0,5           |
| Ina Deutschmann   | FDP                  | 3,7           | 3,9           |
| Dirk Nasdala      | Freie Wähler         | 8,0           | 4,0           |
| –                 | Tierschutz           | –             | 1,1           |
| –                 | Piraten              | –             | 0,2           |
| –                 | Die PARTEI           | –             | 0,9           |
| –                 | BüSo                 | –             | 0,1           |
| –                 | ADPM                 | –             | 0,1           |
| –                 | Blaue Partei         | –             | 0,3           |
| –                 | KPD                  | –             | 0,1           |
| –                 | ÖDP                  | –             | 0,2           |
| –                 | Die Humanisten       | –             | 0,1           |
| –                 | PDV                  | –             | 0,1           |
| –                 | Gesundheitsforschung | –             | 0,8           |

| Wahlberechtigte | 44.826 |
| Wahlbeteiligung | 63,1 % |

## Wahl 2014
| Amtliches Endergebnis der Landtagswahl am 31. August 2014 in Sachsen im Wahlkreis 055 Bautzen 4 (Ergebnisse in Prozent) |

| Direktkandidat   | Partei          | Erststimmen in % | Zweitstimmen in % |
| ---------------- | --------------- | ---------------- | ----------------- |
| Frank Hirche     | CDU             | 41,7             | 42,3              |
| Ralph Büchner    | Die Linke       | 25,6             | 21,2              |
| Kevin Stanulla   | SPD             | 8,6              | 10,0              |
| Peter Hansel     | NPD             | 7,1              | 5,6               |
| Stephanie Dreier | FDP             | 3,7              | 2,9               |
| Viktor Vincze    | GRÜNE           | 2,5              | 1,9               |
|                  | Tierschutz      | –                | 0,7               |
| Torsten Fehre    | Piraten         | 1,4              | 0,7               |
|                  | BüSo            | –                | 0,2               |
|                  | DSU             | –                | 0,3               |
|                  | AfD             | –                | 9,5               |
|                  | pro Deutschland | –                | 0,4               |
| Dirk Nasdala     | FREIE WÄHLER    | 9,4              | 3,8               |
|                  | DIE PARTEI      | –                | 0,5               |